# Urticarie
Urticaria este un fel de erupție pe piele notabilă pentru umflăturile palide roșii și mâncărime. Urticaria este frecvent cauzată de reacții alergice, cu toate acestea, există multe cauze non-alergice. Cele mai multe cazuri de urticarie cu durată de mai puțin de șase săptămâni (urticarie acută) sunt rezultatul unui declanșator alergic. Urticaria cronică (urticaria durează mai mult de șase săptămâni) este rar din cauza unei alergii. 
Majoritatea pacienților cu urticarie cronică au o cauză necunoscută (idiopatică). Probabil 30-40% dintre pacienții care au urticarie idiopatică cronică, o au din cauza unei reacții autoimune. 
Infecția acută virală este o altă cauză frecventă a urticariei acute (exantem viral). Cauze mai puțin comune ale urticarie includ: frecare, presiunea atmosferică, temperaturi extreme, exerciții fizice și lumina soarelui.